# St. Niklas (Ehrenfriedersdorf)

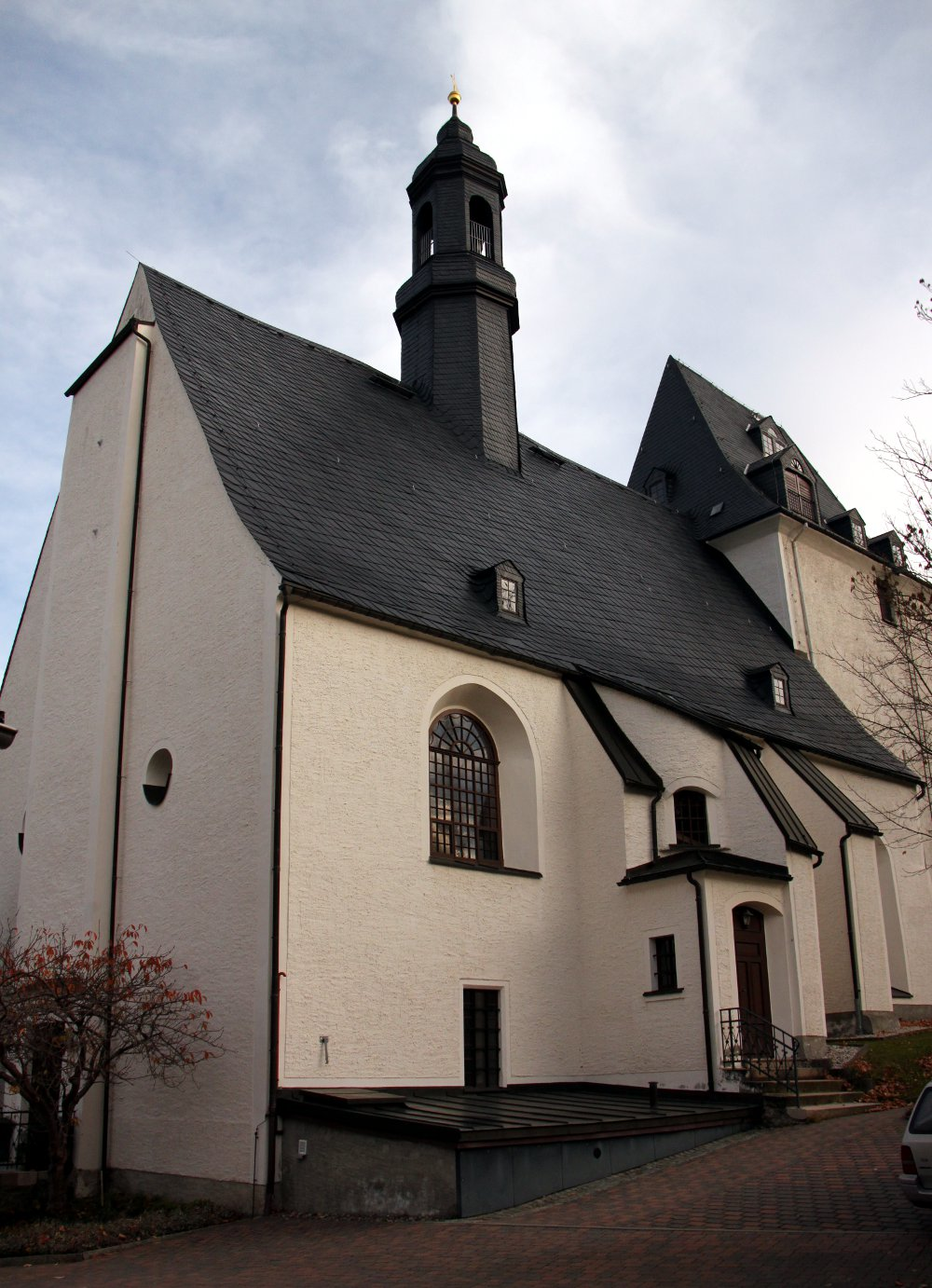
St. Niklas (Ehrenfriedersdorf)

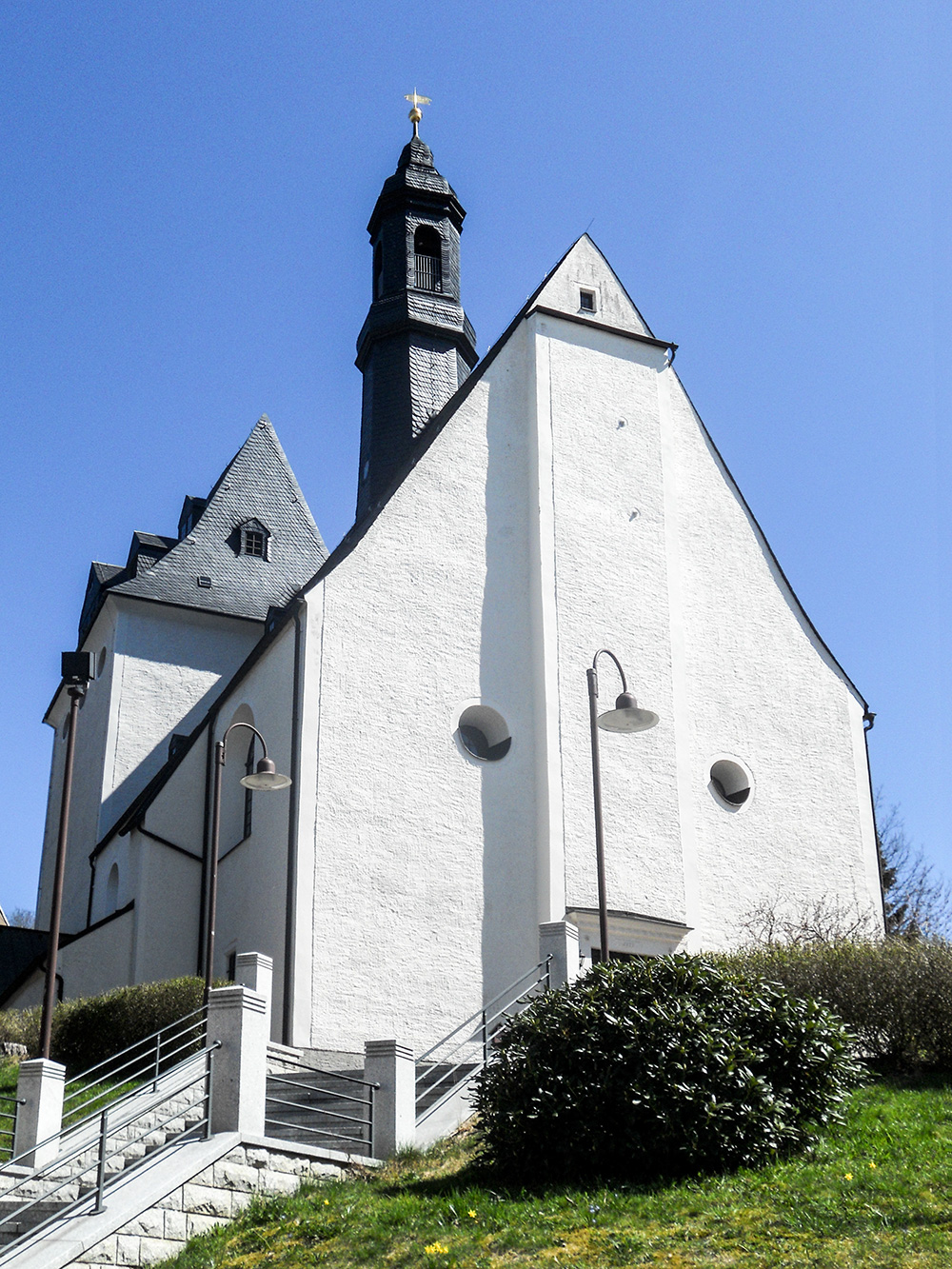
Ansicht von Westen

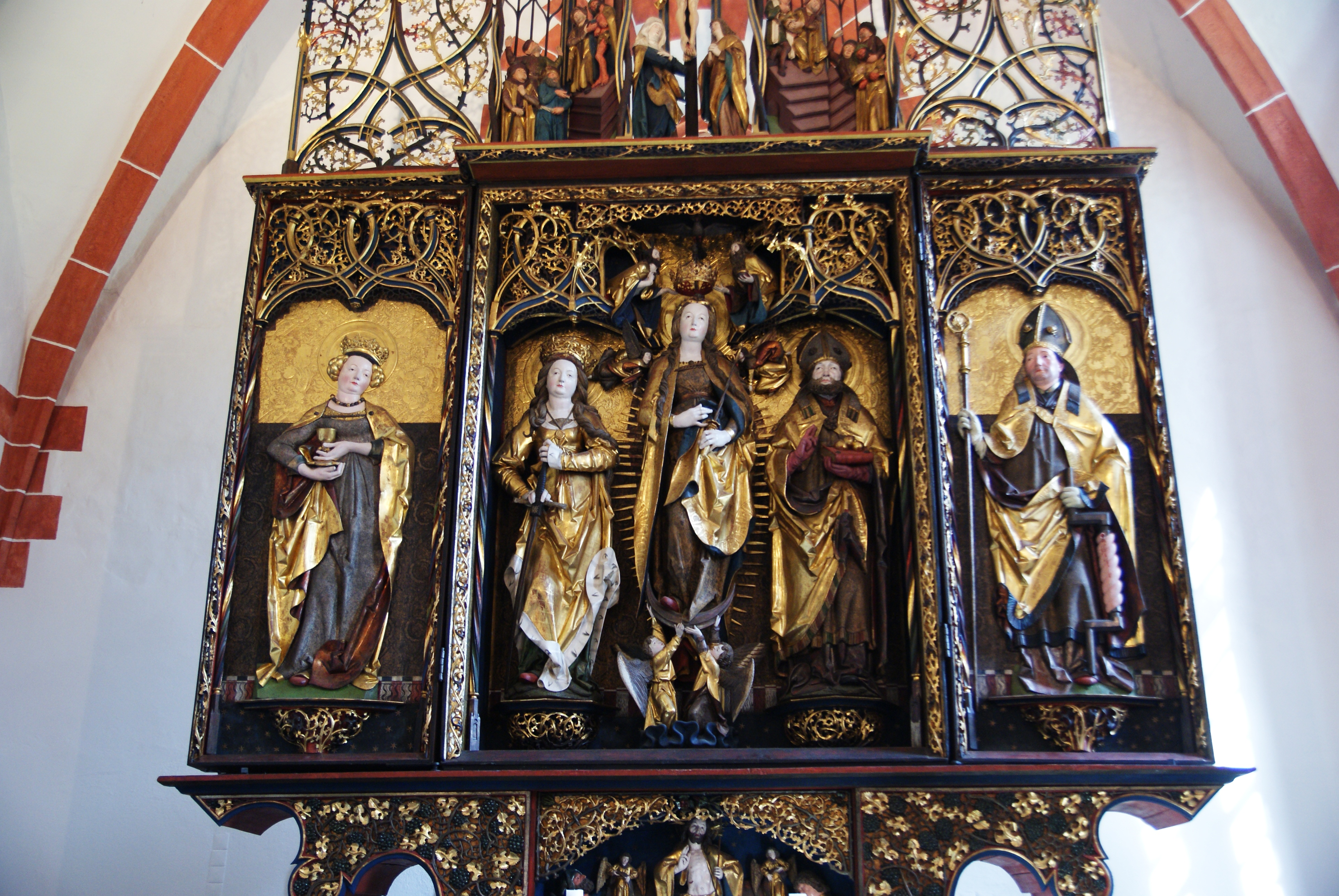
Altar, Festtagsseite

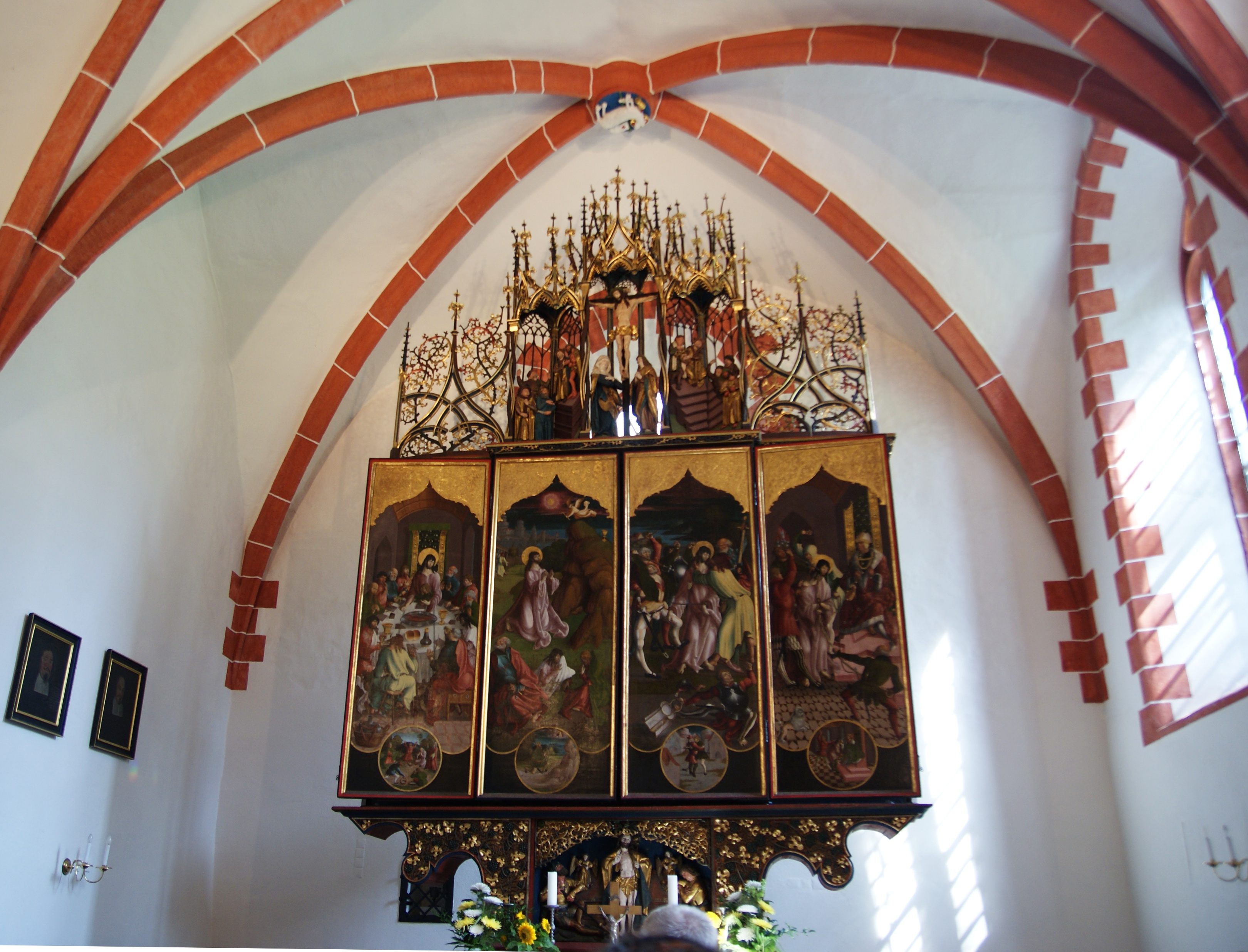
Altar in der ersten Wandlung

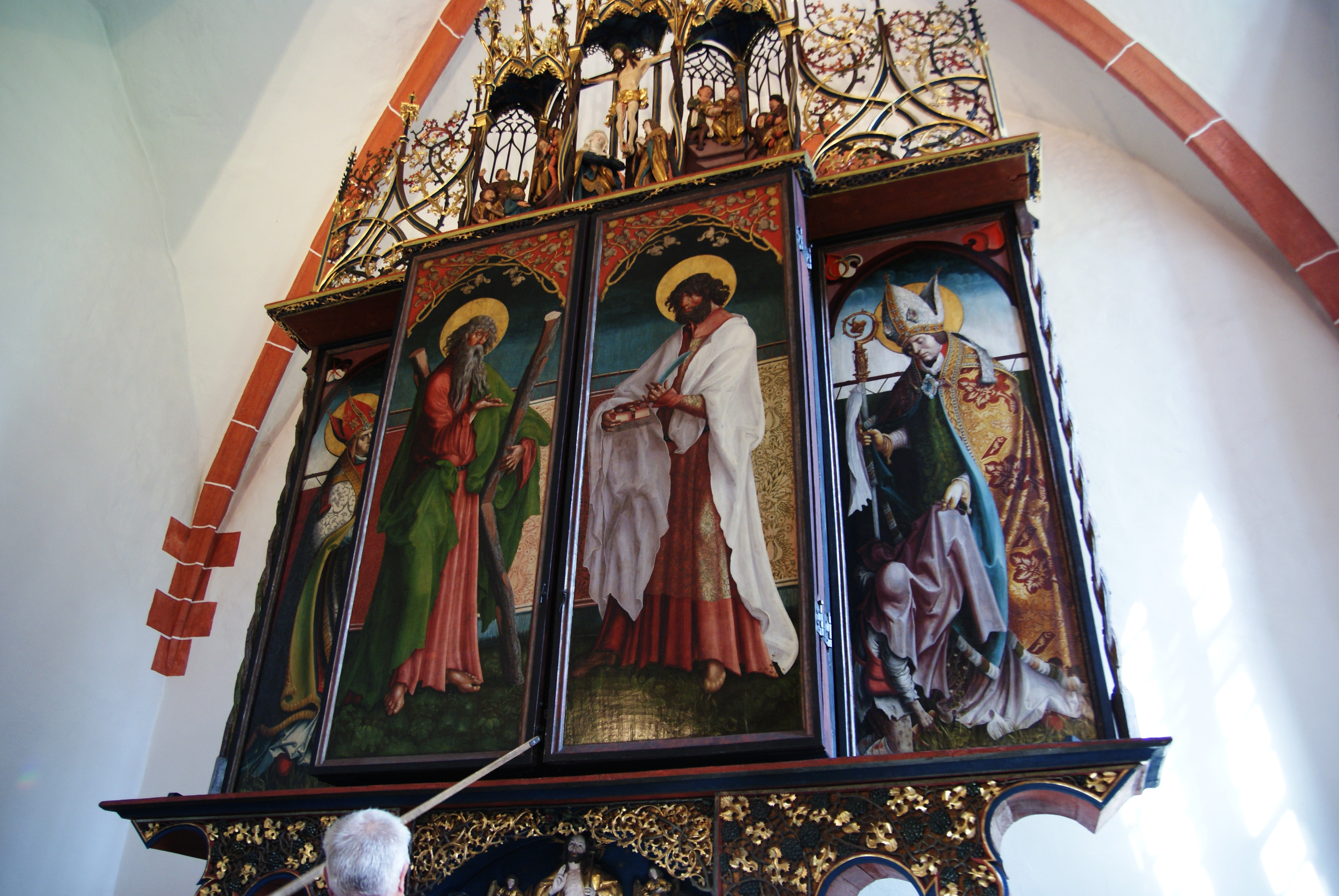
Altar in der zweiten Wandlung

Die evangelische Kirche St. Niklas ist eine gotische Chorturmkirche in Ehrenfriedersdorf im Erzgebirgskreis in Sachsen. Sie gehört zur Kirchengemeinde St. Niklas Ehrenfriedersdorf im Kirchenbezirk Annaberg der Evangelisch-Lutherischen Landeskirche Sachsens und ist wegen ihres künstlerisch bedeutenden spätgotischen Altars des Meisters H. W. bekannt. Die weithin sichtbare Kirche prägt das Ortsbild von Ehrenfriedersdorf.

## Geschichte und Architektur
Die zweischiffige, dreijochige Hallenkirche mit mächtigem Chorturm wurde im 15. Jahrhundert als verputzter Bruchsteinbau errichtet. Restaurierungen erfolgten in den Jahren 1975/77 und 1994/95. Da der hohe, dreigeschossige Chorturm mit rechteckigem Grundriss im mittleren Geschoss Schießscharten hat, wird das Bauwerk als Wehrkirche gedeutet. Der Turm hat Stehgauben auf dem geschweiften Turmdach. Das Schiff trägt ein Satteldach mit hohem Dachreiter von 1629 und wird durch Rundbogenfenster von 1507 mit einfachem Maßwerk, das teils später verändert wurde, erhellt. An der Westseite wird das Bauwerk durch ein klassizistisches Portal von 1833 erschlossen.
Das Portal führt in einen Vorraum mit einem tief angesetzten unregelmäßigen Kreuzgratgewölbe. Dieses Gewölbe ist älter als das Hauptgewölbe und vielleicht ein Überrest der ursprünglichen Westturmanlage. Die zweischiffige Halle ist geprägt durch tief ansetzende Kreuzrippengewölbe mit rot-weiß gefugten Rippen und Bögen über zwei achteckigen Mittelpfeilern. An der Nord- und Südseite sind zweigeschossige Emporen mit marmorierten Brüstungsfeldern aus dem 17. und 18. Jahrhundert eingebaut. Die Orgelempore im Westen ist über drei Spitzbögen erbaut. Ein schwerer spitzbogiger Triumphbogen verbindet das Schiff mit dem zweijochigen Chor mit Kreuzrippengewölben, die in den Schlusssteinen Adler und Agnus Dei zeigen.

## Ausstattung

### Altar
Der ungewöhnlich große Flügelaltar von hoher künstlerischer Qualität mit zwei Wandlungen stammt aus den Jahren 1507–1512 und wurde nach Ausweis der Wappen auf den Standflügeln durch die Fürsten von Kursachsen, Wettin und Waldenburg gestiftet. Die Schnitzfiguren wurden vom Meister H. W. geschaffen, der in der Literatur teilweise mit Hans Witten identifiziert wird. Die Gemälde der Standflügel sind Werke des Hans von Cöln. Ein weiterer Maler soll Hans Effelder gewesen sein. Der Altar wurde nach 1996 restauriert.
In der Predella ist hinter Schleierwerk ein Relief mit einer Darstellung der Auferstehung untergebracht. Im Mittelschrein sind Schnitzfiguren der von zwei Engeln getragenen Mondsichelmadonna zu finden, die von einer Darstellung der Heiligen Dreifaltigkeit bekrönt und von Figuren der Heiligen Nikolaus und Katharina flankiert wird. In den Flügeln sind die Heiligen Erasmus und Barbara dargestellt. Beachtenswert sind die fein gearbeiteten Astwerkbaldachine sowie der meisterhaft dargestellte Faltenwurf und die individuelle Gestaltung der Gesichtszüge der Figuren.
In der ersten Wandlung befinden sich in vier ausdrucksstarken Gemälden mit Kielbogenrahmung und Goldschnitt sowie in darunterliegenden Medaillons die typologischen Gegenüberstellungen von
- dem Abendmahl und der Mannaspende,
- der Ölbergszene und dem harfespielenden König David,
- der Gefangennahme im Garten Gethsemane und der Umarmung Joabs und Abners sowie
- Christus vor Kaiphas und der Bartbeschneidung des Boten von König David.

Die zweite Wandlung zeigt die großfigurigen gemalten Darstellungen der Apostel Andreas und Bartholomäus sowie in den Standflügeln die Bischöfe Wolfgang und Martin.
Das reiche und prachtvoll gestaltete Gesprenge ist mit gewundenen krabbenbesetzten Fialen besetzt und zeigt im Zentrum die Kreuzigung, flankiert von der Handwaschung des Pilatus und der Darstellung Christi vor dem Volk (Ecce homo), mit geschnitzten Maßwerkfenstern im Hintergrund.

### Kanzel
Die aufwändige Kanzel wurde 1685 geschaffen. Der mit gedrehten Säulen versehene Korb zeigt in Bildfeldern die Evangelisten.
Die Taufe aus Sandstein von 1485 ist mit Blatt- und Astwerkreliefs geschmückt. Der Fuß zeigt schuppenartig übereinandergelegte Blattformen. Der hölzerne Aufsatz ist mit einem durchbrochenen Akanthusmotiv verziert.

### Kreutzbach-Orgel
Die Orgel ist ein Werk von Richard Kreutzbach aus dem Jahr 1889 mit 31 Registern auf zwei Manualen und Pedal. Sie wurde 1939 von der Orgelbaufirma Eule Orgelbau Bautzen verändert und in den Jahren 2001/2002 aufwändig wiederhergestellt. Die Rekonstruktion der Orgel verantwortete das Unternehmen Vogtländischer Orgelbau Thomas Wolf.
Die Orgel hat folgende Disposition:
| I Manual C–f3 |               |       |                      |
| 1.            | Bordun        | 16′   | Holz, Zinn orig.     |
| 2.            | Principal     | 8′    | Zinn, Prospekt Reko. |
| 3.            | Gambe         | 8′    | Zinn, Teilreko.      |
| 4.            | Hohlflöte     | 8′    | Holz orig.           |
| 5.            | Gemshorn      | 8′    | Holz, Zinn orig.     |
| 6.            | Rohrflöte     | 8′    | Holz, Zinn orig.     |
| 7.            | Octave        | 4′    | Zinn Teilreko.       |
| 8.            | Gemshorn      | 4′    | Zinn orig.           |
| 9.            | Hohlflöte     | 4′    | Zinn Teilreko.       |
| 10.           | Quinte        | 2 ⁄3′ | Zinn orig.           |
| 11.           | Octave        | 2′    | Zinn orig.           |
| 12.           | Sifflöte      | 1′    | Zinn orig.           |
| 13.           | Cornett II-IV | 4′    | Zinn orig.           |
| 14.           | Mixtur IV     | 2′    | Zinn orig.           |
| 15.           | Trompete      | 8′    | Messing Teilreko.    |

| II Manual C–f3 |                    |       |                      |
| 16.            | Gedackt            | 16′   | Holz, Zinn orig.     |
| 17.            | Geigenprincipal    | 8′    | Holz, Zinn Teilreko. |
| 18.            | Salicional         | 8′    | Zinn konisch Reko.   |
| 19.            | Aeoline            | 8′    | Holz, Zinn Teilreko. |
| 20.            | Flauto amabile     | 8′    | Holz orig.           |
| 21.            | Gedackt            | 8′    | Holz, Zinn orig.     |
| 22.            | Principal          | 4′    | Zinn orig.           |
| 23.            | Fugara             | 4′    | Zinn Reko.           |
| 24.            | Piccolo            | 2′    | Zinn Teilreko.       |
| 25.            | Harm. aeth. II–III | 2 ⁄3′ | Zinn Reko.           |

| Pedal C–d1 |              |     |                  |
| 26.        | Principalbaß | 16′ | Holz orig.       |
| 27.        | Violonbaß    | 16′ | Holz Reko.       |
| 28.        | Subbaß       | 16′ | Holz orig.       |
| 29.        | Principalbaß | 16′ | Holz orig.       |
| 30.        | Cello        | 8′  | Holz, Zinn Reko. |
| 31.        | Posaune      | 16′ | Messing orig.    |

- Koppeln: Manualkoppel II/I, Pedalkoppel I
- Spielhilfen: Crescendowalze, 3 feste Kombinationen

### Geläut
Im Dachreiter hängt die Elferglocke, die 1569 von Wolfgang Hilliger in Freiberg gegossen wurde.
Im Chorturm befinden sich die 1543 von Wolfgang Hilliger in Freiberg gegossene große Glocke und die 1430 entstandene Taufglocke.